# 田村彰啓
田村 彰啓（たむら あきひろ、1982年7月27日 - ）は、秋田県仙北郡西仙北町（現・大仙市）出身の元プロ野球選手（外野手）。

## 来歴・人物
秋田商業では、1年から4番を打ち、県大会準優勝。2年秋は県大会決勝で秋田経法大付・攝津正の前に敗退し、東北大会では準々決勝で惜敗して選抜出場を逃した。3年次は主将として春の県大会決勝で摂津から本塁打を放ち優勝。夏の甲子園に出場するも初戦敗退。2000年のドラフト5位で広島東洋カープに入団。一軍出場がないまま、2005年に引退。その後、広島の二軍マネージャー補佐を務めた。

## 詳細情報

### 年度別打撃成績
- 一軍公式戦出場なし

### 背番号
- 56 （2001年 - 2005年）